# آبدهی (متالورژی)
سرد کردن سریع فولاد و دیگر فلزات از دمایی بالاتر از دمای بحرانی، از طریق فروبردن آنها در آب، روغن، نمک، فلز مذاب یا جریان هوای سرد را آبدهی یا سردایش (به انگلیسی: Quenching) می‌گویند.
آبدهی به فرآیندی گفته می‌شود که در آن قطعه‌کار پس از گرم شدن در یک دمای معین و در یک زمان حساب شده، به سرعت سرد می‌شود که با توجه به خواص مکانیکی مد نظر این سرد شدن در آب یا روغن یا در هوا صورت می‌پذیرد. آبدهی یک عملیات حرارتی می‌باشد که از فرایندها و تغییرات نامطلوبی که در فلزات در دماهای پایین رخ می‌دهد؛ مانند تغییر فاز، جلوگیری می‌نماید. این مهم از طریق کاهش زمان سرد کردن فلزات یا افزایش نرخ سرد شدن صورت می‌گیرد.
از جمله تغییراتی که در حین فرایند آبدهی صورت می‌گیرد می‌توان به کاهش اندازه دانه‌ها اشاره نمود که این موضوع هم برای مواد فلزی و هم برای مواد پلاستیکی صورت می‌پذیرد. از دیگر تغییرات این فرایند افزایش سختی مواد می‌باشد.

## علل استفاده

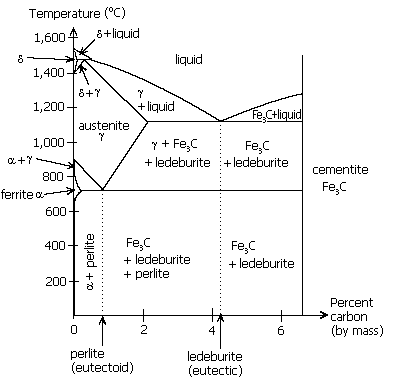
نمودار تعادلی آهن-کربن

همان‌طور که بیان شد این جهت افزایش استحکام و سختی مواد به کار می‌رود. اگر به‌طور ویژه فولاد را مورد بررسی قرار دهیم و بتوان به شکلی شرایط سرد شدن مذاب فولاد را تنظیم کرد که مطابق با نمودار تعادلی خود سرد شود در نهایت به فاز پرلیت و درصورتی که درصد کربن بالاتری داشته باشیم ممکن است فاز لدبوریت جامد، تشکیل می‌شود. فاز پرلیت نیز خود از دو فاز فریت و سمنتیت تشکیل می‌شود که برای درصد کربنهای زیر حدود ۰٫۱۶٪ فاز اکثریت فریت می‌باشد و برای بالای این مقدار فاز اکثریت سمنتیت است. اصطلاحاً به حالت زیر ۰٫۱۶٪ کربن سمنتیت تشکیل شده در فریت و بالای آن را فریت تشکیل شده در سمنتیت گویند. فاز سمنتیت از استحکام کافی و مناسبی برخوردار است در صورتی که فاز فریت یک فاز نرم می‌باشد. به‌طور کلی فاز پرلیت تشکیل شده قابلیت تحمل تنش‌های بالا را ندارد و می‌بایست برای بسیاری از کاربردهای فولاد استحکام آن را افزایش داد.

## کاربرد رایج[۴]
آبدهی یک فرایند غیر تعادلی می‌باشد که غالباً جهت افزایش استحکام فولادها مورد استفاده قرار می‌گیرد، بدین صورت که فلزات از فاز آستنیت و از منطقه یوتکتوئید به سرعت سرد شده و به موجب آن فاز مارتنزیت شکل می‌گیرد. تسریع فرایند استحکام بخشی فولادها وابسته به دمای شروع تشکیل مارتنزیت و دما پایان تشکیل مارتنزیت می‌باشد. به کمک افزودن برخی عناصر مانند مولبیدن، کروم، نیکل، سیلسیوم وتنگستن می‌توان دمای تشکیل فاز مارتنزیت را کاهش داد. انجام این فرایند در فولادها علاوه بر افزایش استحکام موجب افزایش سختی آن شده اما چقرمگی فولادها را کاهش می‌دهد.
میزان افزایش استحکام فولادها وابسته به نرخ سرد شدن این فرایند می‌باشد که در صورتی که نرخ سرد شدن خیلی بالا باشد امکان شکست فولاد پس از سرد شدن و بدون ضربه وارد کردن وجود دارد.
به‌طور معمول این میزان استحکام به دلیل چقرمگی پایین موجود مورد استفاده قرار نمی‌گیرد و برای قابل استفاده شدن فولادهای کونچ شده از فرایند تمپر یا بازگشت استفاده می‌نمایند تا خواص مکانیکی مطلوب به‌طور کامل حاصل شود.

## پارامترهای مؤثر در فرایند آبدهی[۶]
- شرایط داخلی قطعه کار جهت انتقال گرما به سطح خارجی
- شرایط سطح خارجی قطعه‌کار جهت انتقال گرما به محیط آبدهی (ضریت هدایت حرارتی قطعه‌کار)
- پتانسیل جذب حرارتی محیط آبدهی جهت دریافت گرمای منتقل شده از سطوح خارجی
- توانایی محیط آبدهی در دفع حرارت تولید شده از طریق جذب گرما در درون خود و پایین ماندن دمای محیط کونچ، انتقال آن به محیط واسطه دیگر یا انتقال گرما به هوا

## نمودارهای غیر تعادلی و نقش آنها در فرایند آبدهی[۶]

نمودار CCT جهت تعیین مدت زمان لازم جهت تشکیل فاز مارتنزیت با توجه به نرخ سرد شدن

بهترین روش برای توصیف درست یک فرایند پیچیده آبدهی استفاده کردن از نمودارهای غیر تعادلی آن آلیاژ است که تحت شرایط کنترل شده تهیه شده‌است. نمودارهای غیر تعادلی تأثیرپذیری بالایی از پارامترهایی که در بالا عنوان شد دارند. این نمودارها با تهیه نمونه‌های مشابه از آلیاژ مد نظر و تحت دماهای تعیین شده تهیه می‌شوند. به کمک یک ثبت‌کننده با سرعت بالا و ترموکوپلها، دمای نمونه‌ها که تحت شرایط مخلف سرد می‌شوند ثبت و در نهایت یک نمودار دما-زمان تهیه می‌شود. به‌طور کلی دو نوع نمودار غیر تعادلی برای آلیاژها در نظر گرفته می‌شود. یکی نمودار غیر تعادلی در شرایط هم دما می‌باشد که تحت عنوان نمودار TTT شناخته شده و دیگری نمودار تعادلی با سرد شدن پیوسته می‌باشد که تحت عنوان نمودار CCT شناخته می‌شود. غالباً از نمودارهای CCT در فرآیندهای آبدهی به جهت عدم نیاز به کنترل و نگه داشتن دما، استفاده می‌شود. به کمک این نمودارها و با دانستن سرعت سرد شدن آلیاژ مد نظر در محیط آبدهی، مدت زمان عملیات آبدهی و دمای شروع عملیات می‌توان فاز نهایی تشکیل شده در آلیاژ جامد شده را تعیین نمود. لازم است ذکر شود علاوه بر موارد ذکر شده در بخش پارامترهای مؤثر در فرایند آبدهی مواردی از قبیل اضافه کردن عناصر خارجی به آلیاژ و تغییر نسبت حجمی عناصر سازنده آلیاژ نیز در نمودارهای غیر تعادلی مؤثر است و باعث حرکت و جابه‌جایی این نمودارها می‌شود.

## روش‌های رایج آبدهی[۶]
- آبدهی در هوا
- آبدهی در روغن
- آبدهی در آب
- آبدهی در آب نمک
- آبدهی در نیتروژن مایع
- مذاب فلزات